# Кибаки (село)
Кибаки (укр. Кибаки) — село в Вижницкой городской общине Вижницкого района Черновицкой области Украины.
Население по переписи 2001 года составляло 604 человека. Почтовый индекс — 59228. Телефонный код — 3730. Код КОАТУУ — 7320584502.